# Gornji Uljanik
Gornji Uljanik (do roku 1890 Prasice, česky Horní Leňák) je vesnice v Chorvatsku v Bjelovarsko-bilogorské župě, spadající pod opčinu města Garešnica. Nachází se asi 9 km jihovýchodně od Garešnice. V roce 2011 zde žilo 116 obyvatel. V roce 1991 bylo 9,52 % obyvatel (16 z tehdejších 168 obyvatel) české národnosti.

## Sousední sídla
| Růžice kompasu |         | Blagorodovac     |                    | Růžice kompasu |
| Růžice kompasu | Uljanik | Sever            | Kaštel Dežanovački | Růžice kompasu |
| Růžice kompasu | Uljanik | Gornji Uljanik   | Kaštel Dežanovački | Růžice kompasu |
| Růžice kompasu | Uljanik | Jih              | Kaštel Dežanovački | Růžice kompasu |
| Růžice kompasu |         | Uljanički Brijeg | Goveđe Polje       | Růžice kompasu |

## Historie

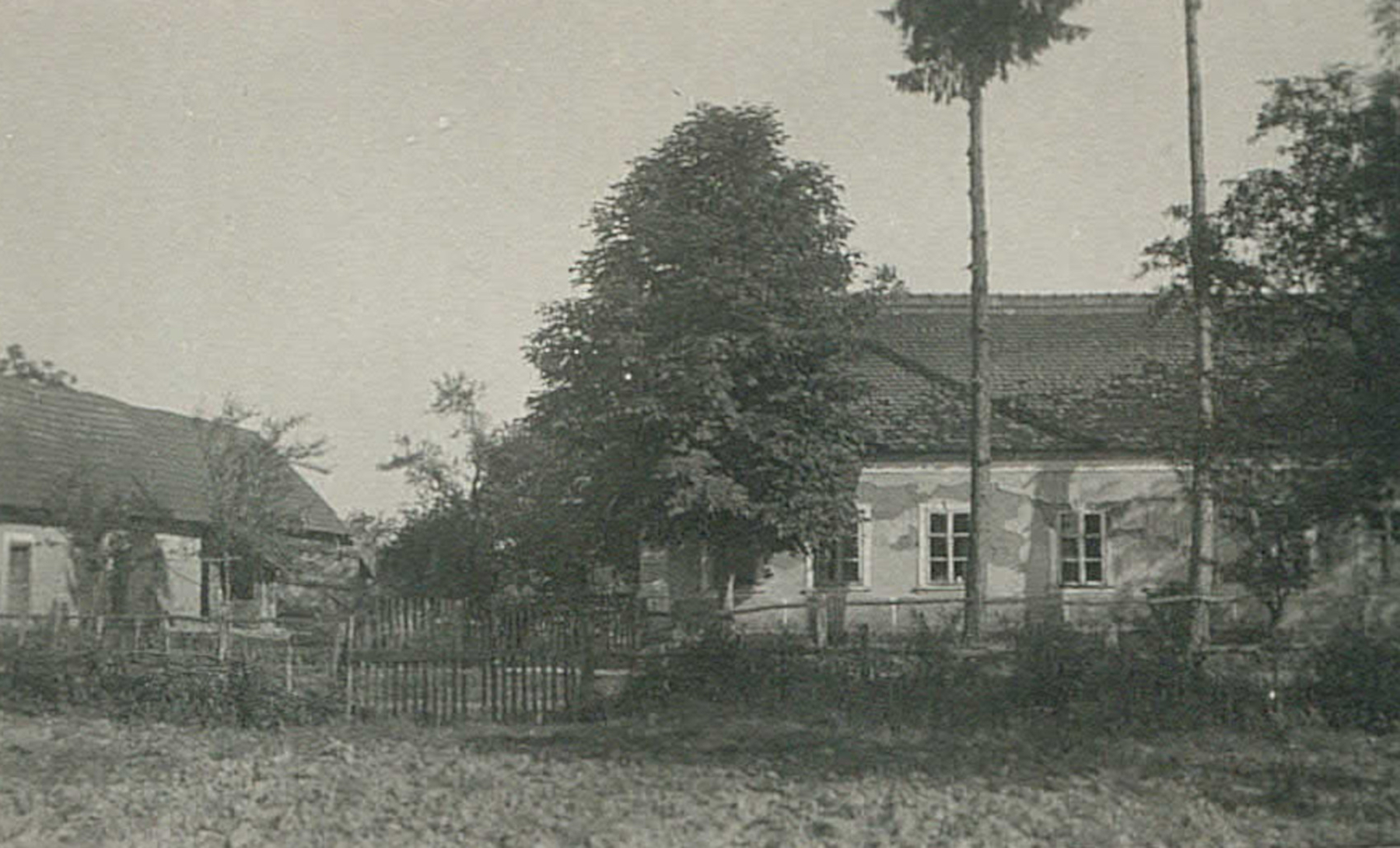
První (bývalá) modlitebna českých přistěhovalců v Horním Uljaniku

V druhé polovině 19. století se mnoho rodin z Čech a Moravy stěhovalo do Chorvatska a Slavonie za levnou úrodnou půdou, která byla nabízena okolo lázeňských měst Daruvar a Lipik. Uljanik byla původně malá ves se srbským obyvatelstvem, která se přistěhovalectvím Čechů, Němců, Chorvatů i Židů rychle rozrostla na národnostně smíšený městys. Ačkoli byl v Uljaniku český evangelický sbor ustanoven až v roce 1892, lidé se scházeli kvůli k biblickým výkladům už dřív, podomácku. V roce 1881 zakoupil v Uljaniku usedlost učitel Václav Horký, jehož dcera Božena se později postarala o postavení první české modlitebny v nedalekých Prasicích. Název Prasice pocházel od místního stejnojmenného hraničního potoka. V letech 1901–1902 byla v Uljaniku dokončena stavba většího evangelického sborového domu, kde byla modlitebna, kancelář a byt pro rodinu kazatele. Tento dům „starou“ modlitebnu nahradil.